# 中西真
中西 真（なかにし まこと、1960年12月20日 - ）は、日本の生化学者。東京大学医科学研究所 所長・教授。東京大学新世代感染症センター メンバー。専門分野は分子腫瘍学。

## 人物・経歴
愛知県生まれ。1985年名古屋市立大学医学部医学科卒業。1989年名古屋市立大学大学院医学研究科博士課程修了、医学博士、自治医科大学医学部生化学講座助手。1992年自治医科大学医学部生化学講座講師。1993年から95年までベイラー医科大学分子ウイルス部門リサーチアソシエート。1996年国立長寿医療研究センター老年病研究部長室初期研究員。1998年名古屋市立大学医学部生化学第二講座助教授。2000年名古屋市立大学医学部生化学第二講座教授。2002年名古屋市立大学大学院医学研究科基礎医科学講座細胞生科学分野 教授。2011年名古屋市立大学大学院医学研究科副研究科長。2012年名古屋市立大学学長補佐。2016年東京大学医科学研究所癌・細胞増殖分野癌防御シグナル分野 教授。2019年東京大学医科学研究所 副所長。2022年東京大学新世代感染症センター メンバー。2023年東京大学医科学研究所 所長。

## 受賞歴
- 2000年 日本生化学会奨励賞
- 2023年 文部科学大臣表彰科学技術賞
- 2024年 持田記念学術賞

## 著書
- 『老化は治療できる！』宝島社新書 2021年